# Novatianus
Novatianus, född cirka 200, död 258, var motpåve i Romersk-katolska kyrkan från mars 251 till 258.
Novatianus var en framstående teolog och den förste romerske teolog som skrev på latin. Under hans samtid försiggick en intensiv debatt om hur kristendomen skulle förhålla sig till dem som avfallit och önskade återupptas i kyrkogemenskapen samt frågor om syndaförlåtelse.
Novatianus konsekrerades av tre biskopar år 251, och han tog ett mer rigoröst ställningstagande i dessa frågor än den etablerade påven Cornelius. Strax efter vigningen blev Novatianus exkommunicerad; schismen berörde flera kyrkor, och hans lära kallas novatianism. Hans anspråk på att vara påve sträckte sig över Cornelius, Lucius I:s, och Stefan I:s pontifikat.
Novatianus flydde under en period av förföljelser, och det är möjligt att han mördades.